# IJF World Tour 2016
Il IJF World Tour 2016 è l'ottava edizione del circuito dell'International Judo Federation, composto da una serie di tornei internazionali di judo.

È iniziato il 22 gennaio e si è concluso il 04 dicembre, è composto da 17 tappe in 17 stati diversi situati  in Europa, Asia, America Centrale e America del Sud. 
Durante questa edizione si sono volte le seguenti competizioni:
- 1 torneo Olimpico
- 1 torneo World Master
- 5 Grand Slam
- 10 Grand Prix

## I tornei
| Nº | Torneo                 | Sede                           | Data              | Resoconto | Rif.   |
| -- | ---------------------- | ------------------------------ | ----------------- | --------- | ------ |
| 1  | Havana Grand Prix      | Cuba, Havana                   | 22 - 24 gennaio   | resoconto | [ 1 ]  |
| 2  | Paris Grand Slam       | Francia, Parigi                | 06 - 07 febbraio  | resoconto | [ 2 ]  |
| 3  | Düsseldorf Grand Prix  | Germania, Dusseldorf           | 19 - 21 febbraio  | resoconto | [ 3 ]  |
| 4  | Tbilisi Grand Prix     | Georgia, Tbilisi               | 25 - 27 marzo     | resoconto | [ 4 ]  |
| 5  | Samsun Grand Prix      | Turchia, Samsun                | 01 - 04 aprile    | resoconto | [ 5 ]  |
| 6  | Baku Grand Slam        | Azerbaigian, Baku              | 06 - 08 maggio    | resoconto | [ 6 ]  |
| 7  | Almaty Grand Prix      | Kazakistan, Almaty             | 13 - 15 maggio    | resoconto | [ 7 ]  |
| 8  | World Masters          | Messico, Guadalajara           | 27 - 29 maggio    | resoconto | [ 8 ]  |
| 9  | Budapest Grand Prix    | Ungheria, Budapest             | 25 - 26 giugno    | resoconto | [ 9 ]  |
| 10 | Ulaanbaatar Grand Prix | Mongolia, Ulaanbaatar          | 01 - 03 luglio    | resoconto | [ 10 ] |
| 11 | Tyumen Grand Slam      | Russia, Tyumen                 | 16 - 17 luglio    | resoconto | [ 11 ] |
| 12 | Olympic Games          | Brasile, Rio de Janeiro        | 06 - 12 agosto    | resoconto | [ 12 ] |
| 13 | Zagreb Grand Prix      | Croazia, Zagreb                | 23 - 25 settembre | resoconto | [ 13 ] |
| 14 | Tashkent Grand Prix    | Uzbekistan, Tashkent           | 06 - 08 ottobre   | resoconto | [ 14 ] |
| 15 | Abu Dhabi Grand Slam   | Emirati Arabi Uniti, Abu Dhabi | 28 - 30 ottobre   | resoconto | [ 15 ] |
| 16 | Qingdao Grand Prix     | Cina, Qingdao                  | 18 - 20 novembre  | resoconto | [ 16 ] |
| 17 | Tokyo Grand Slam       | Giappone, Tokyo                | 02 - 04 dicembre  | resoconto | [ 17 ] |